# J'ai horreur de l'amour
Pour plus de détails, voir Fiche technique et Distribution.
J'ai horreur de l'amour est un film français réalisé par Laurence Ferreira Barbosa en 1997.

## Synopsis
C'est l'été à Paris, Annie Simonin, médecin généraliste, tente d'affronter la réalité entre Richard Piotr, un acteur de théâtre hypocondriaque qui, après l'avoir séduite, la harcèle et la menace de mort et Laurent Blondel, un jeune homme séropositif au VIH qui refuse de se battre pour vivre, mais qui n’est pas insensible aux charmes d’Annie.

## Fiche technique
- Titre original : J'ai horreur de l'amour
- Réalisation : Laurence Ferreira Barbosa
- Scénario : Laurence Ferreira Barbosa et Denyse Rodriguez Tomé
- Photographie : Emmanuel Machuel
- Montage : Emmanuelle Castro et Marie-France Poulizac
- Décors : Yves Fournier
- Costumes : Nathalie Raoul
- Son : Philippe Morel
- Producteur : Paulo Branco
- Société de production : Gémini Films et France 2 Cinéma
- Année de production : 1997
- Format : couleur - Son : Dolby stéréo - 1.85:1 - Format 35 mm
- Genre : comédie dramatique
- Durée : 128 minutes
- Date de sortie : France : 11 juin 1997

## Distribution
- Jeanne Balibar : DrAnnie Simonin
- Jean-Quentin Châtelain : Richard Piotr
- Laurent Lucas : Laurent Blondel
- Alexandra London : Marie
- Éric Savin : Alex
- Bruno Lochet : Costa
- Luc Moullet : Raymond
- Christophe Loizillon : Yves
- Patrick Catalifo : Jean-Jacques
- Aurélia Alcais : Clotilde
- Philippe Duquesne : l'inspecteur
- Julien Gangnet : le footballeur
- Annie Noël : Mme Blot
- Joanna Pavlis: Florence
- Marie Payen : la chanteuse
- Lydia Ewandé : Aimée
- Denis Falgoux : le policier
- Manuel Le Lièvre : le serveur Manuel
- Francis Leplay : un membre de l'association
- Albert Lévy : le père Birman
- Pierre Louis-Calixte : le drogué
- Marie Verdi : Yvette
- Denyse Rodriguez Tomé  : Gilda
- Fabrice Leroy : un patient
- Valeria Bruni Tedeschi (apparition amicale)

## Production

### Tournage
Le film est tourné à l'été 1996, principalement dans le quartier de la Gare du 13e arrondissement de Paris avec des scènes réalisées avenue des Gobelins, rue Nationale, boulevard Masséna, boulevard Vincent-Auriol, et à l'hôpital de la Salpêtrière.

### Musique du film
Le film s'ouvre sur une scène où Annie Simonin roule sur sa Vespa remontant en été l'avenue des Gobelins à Paris, au son de Salut les amoureux de Joe Dassin. Cette scène est inspirée de Journal intime (1993) de Nanni Moretti. Cette chanson de Joe Dassin est le fil rouge musical du film, jouée à plusieurs reprises et constitue le générique de fin dans une version contemporaine interprétée spécialement pour le film par Christophe Miossec et publiée sur l'album Baiser (1997).

## Distinctions
- 1997 : Prix de la jeunesse au Festival de Cannes